# Terra Nova (kommun i Brasilien, Pernambuco)
Terra Nova är en kommun i Brasilien.   Den ligger i delstaten Pernambuco, i den östra delen av landet, 1 300 km nordost om huvudstaden Brasília. Antalet invånare är 9 256.
Omgivningarna runt Terra Nova är huvudsakligen savann. Runt Terra Nova är det glesbefolkat, med 17 invånare per kvadratkilometer.